# Quercus semecarpifolia
Espèce
Quercus semecarpifolia est une espèce de d'arbres de la famille des Fagaceae de la section Quercus et du sous-genre Quercus.
Cette espèce a été décrite pour la première fois par le botaniste britannique James Edward Smith (1759-1828).

## Synonymes
- Quercus cassura Buch.-Ham. ex D.Don ;
- Quercus obtusifolia D.Don.

## Liste des sous-espèces, variétés et formes
Selon Tropicos (4 mars 2014) (Attention liste brute contenant possiblement des synonymes) :
- sous-espèce Quercus semecarpifolia subsp. glabra (Franch.) Hand.-Mazz.
- variété Quercus semecarpifolia var. glabra Franch.
- variété Quercus semecarpifolia var. longispica Hand.-Mazz.
- variété Quercus semecarpifolia var. miyabei (Hayata) S.S. Ying
- variété Quercus semecarpifolia var. rufescens (Franch.) Schottky
- variété Quercus semecarpifolia var. spinosa (David ex Franch.) Schottky
- forme Quercus semecarpifolia fo. tatakaensis J.C. Liao